# العزق

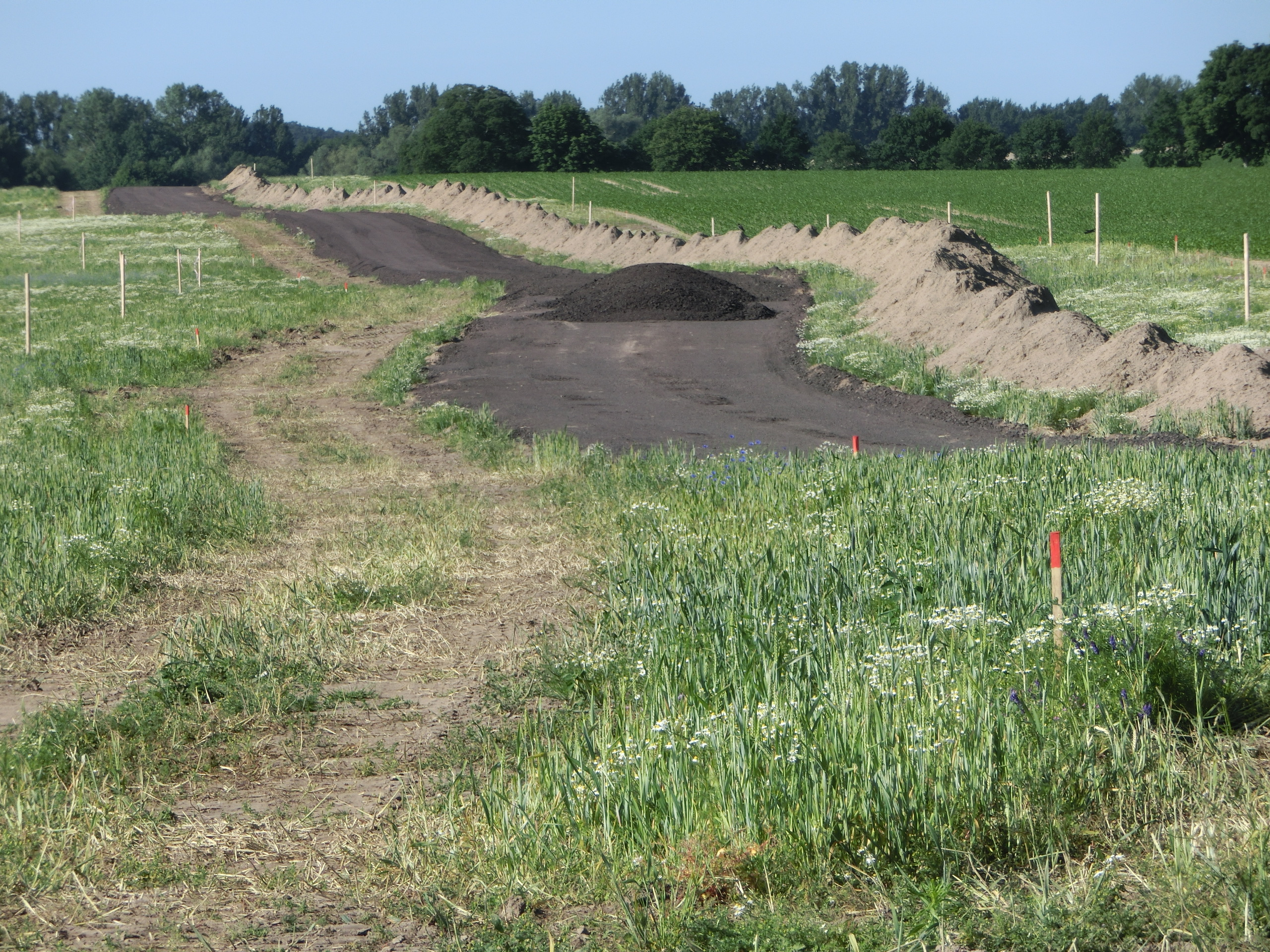

يشير مصطلح العزق أو الإخلاء إلى إزالة الأشجار والشجيرات والجذوع والقمامة من طريق ممر النقل (أي الطريق السريع) أو خطة الموقع. يتم تنفيذ العزق عقب مسح الأرض وقبل الإنشاءات.